# Sants-Montjuïc
Sants-Montjuïc is een district in het zuidwesten van de stad Barcelona.
Dit gebied beslaat zowel de bekende heuvel aan de zee (Montjuïc) als het grote gebied van Sants, dat bestaat uit de wijken Hostafrancs, La Bordeta, Poble Sec, Magoria en Zona Franca.
Het district beschikt, ondanks de niet zo centrale ligging, over de langste winkelstraat van Spanje (de Carretera de Sants). Ook vindt men er het grootste treinstation van de stad: Estació de Sants, en het industriële en grootste gedeelte van de haven van Barcelona.
De wijken in dit district zijn Sants, Hostafrancs, La Bordeta, Poble Sec, Font de la Guatlla, Magòria, La Marina, Zona Franca en Montjuic.

## Bekende personen
- Fructuós Gelabert i Badiella (1874-1955), filmregisseur, camerabouwer, naar hem werd de straat Passeig de Fructuós Gelabert genoemd